# Thinobius fimbriatus
Thinobius fimbriatus är en skalbaggsart som beskrevs av Leconte 1877. Thinobius fimbriatus ingår i släktet Thinobius och familjen kortvingar. Inga underarter finns listade i Catalogue of Life.